# Рогач, Иван Андреевич
Ива́н Андре́евич Рога́ч (укр. Іван Андрійович Рогач; 1913, с. Великий Березный, Закарпатье, тогда Австро-Венгрия — 21 февраля, по другим данным 22 февраля или 18 февраля 1942, Киев, Бабий Яр) — украинский журналист, закарпатский общественный деятель, член ОУН (крыло Андрея Мельника), молодёжный лидер этой организации.

## Биография
Был старшим из семи детей в семье. Окончил Мукачевскую торговую академию, поступил в Львовскую Богословскую академию, позже перевелся в Оломоуц. За агитацию в пользу автономии Карпатской Украины в составе Чехословакии подвергался аресту. В 1938—1939 — личный секретарь премьер-министра (позднее президента) Карпатской Украины Августина Волошина, Генеральный писарь Карпатской Сечи (вооружённых сил непризнанного государства).
И. Рогач занимал активную антисемитскую позицию (которая была широко распространённой среди воинов Карпатской Сечи). Как свидетельствует направленная против него и ряда других офицеров Карпатской Сечи жалоба от 22 февраля 1939 г.:

И. Рогач призывал сечевиков разбивать окна, бить жидов по морде и срывать чешские флаги. В результате такого воспитания сечевики дрались с военными и полицией.— см.: Бабота і Шабельський. // Карпатська Україна, 2009. - С. 250—253.
После оккупации Венгрией Карпатской Украины возвращается на Пряшевщину, но в результате давления властей Словацкой республики выезжает во Львов.
В 1941, когда Украина была оккупирована немцами, по заданию А. Мельника в составе Походных групп ОУН приехал в Киев, где вёл пропагандистскую работу при покровительстве киевского бургомистра Владимира Багазия, также члена ОУН. В сотрудничестве с писательницей Оленой Телигой издавал газету «Украинское слово» и журнал «Литавры». Данные издания заявлялись как украинские культурные, тем не менее, число публикаций об украинской культуре было невелико — в статьях прославлялись успехи и политика «победоносной Германии».
Однако даже небольшая доля проукраинских публикаций вызвала недовольство коменданта Курта Эберхарда, поскольку шла вразрез с оккупационной политикой рейхскомиссара Эриха Коха, не видевшего необходимости в существовании украинских общественных организаций, а тем более в создании украинского государства во главе с Мельником, к чему призывал Рогач. В декабре 1941 журнал был закрыт, а в газете было помещено объявление:

«К нашему читателю!

С сегодняшнего дня украинская газета будет выходить в новом виде, под названием „Новое украинское слово“. Крайние националисты, совместно с большевистски настроенными элементами сделали попытку превратить национально-украинскую газету в информационный орган для своих изменнических целей. Все предостережения немецких гражданских властей относительно того, что газета должна быть нейтральной и служить лишь на пользу украинскому народу, не были приняты во внимание. Была сделана попытка подорвать доверие, существующее между нашими немецкими освободителями и украинским народом. Было произведено очищение редакции от изменнических элементов» («Новое украинское слово», 14 декабря 1941 г.)
Редактором «реформированной» газеты стал К. Ф. Штеппа. Члены прежней редколлегии — Константин Бухало, Иван Ирлявский (Рошко), Василий Кобрин, Петр Олийник, Анна и Иван Рогач, Тодозия, Евгения и Евгений Суховерские, Олена и Михаил Телиги, Орест Чемеринский (Ярослав Иршан), Одарка Гузар-Чемеринская, Иван Яковенко — были арестованы Гестапо и казнены в Бабьем Яру. Вместе с ними был казнён и ряд других активистов ОУН, занимавших должности в оккупационной администрации, в том числе бывший бургомистр Киева Владимир Багазий.
21 февраля 1942 Иван Рогач, его сестра Анна и группа украинских националистов были расстреляны в Бабьем яру. В 1992 году в Киеве на углу ул. Мельникова установлен деревянный крест.